# Archibald Engelbach
Archibald Frank Engelbach (* 1 de enero de 1881 en Teddington, Middlesex, London Borough of Richmond upon Thames; † 14 de diciembre de 1961 en Londres) fue un jugador de bádminton inglés. Provenía de una familia alsaciana de maestros, pastores y juristas. Su antepasado Gottlieb Ludwig Engelbach emigró a Inglaterra debido a la Revolución Francesa, donde encontró empleo como "inspector de la cámara de cuentas británica". Las raíces de su familia se encuentran en Oberhessen, en la región de Biedenkopf – Marburgo – Alsfeld – Gießen. En 1930 se casó con Violet Baddeley en Dinard (Francia).

## Carrera
El mayor éxito deportivo de Engelbach data de los All England de 1920. Allí compitió junto a Raoul du Roveray en dobles masculinos y ganó en esta disciplina en el torneo de bádminton más antiguo y prestigioso del mundo en ese momento. Desde 1921, representó a Inglaterra internacionalmente. Después de la Segunda Guerra Mundial, redactó el "Engelbach Report on Boxing".
Ya con 17 años, en 1898, había ganado la competencia de gimnasia de las escuelas públicas. Engelbach es egresado del Dulwich College. Sirvió en la Primera Guerra Mundial en el Middlesex Regiment. En las guías telefónicas de Londres de 1910 a 1925, se le menciona como abogado (admitido en 1906), entre otros, en 2 Paper Buildings. Fue juez en el Shoreditch County Court en 1940, en el Windsor County Court en 1943, y se retiró en 1955. Vivió sus últimos años en Wynnstay Gardens, Allen Street, Kensington, Londres.

## Logros deportivos
| Año  | Evento      | Modalidad         | Puesto           | Pareja           |
| ---- | ----------- | ----------------- | ---------------- | ---------------- |
| 1920 | All England | Dobles masculinos | Medalla de oro   | Raoul du Roveray |
| 1921 | All England | Mixto             | Medalla de plata | Kathleen McKane  |